# Zvánovice
Obec Zvánovice se nachází v okrese Praha-východ, kraj Středočeský. Rozkládá se asi 33 kilometrů jihovýchodně od centra Prahy a dvanáct kilometrů jihovýchodně od Říčan. V obci žije 588 obyvatel.

## Historie
První písemná zmínka o vesnici pochází z roku 1320.

### Územněsprávní začlenění
Dějiny územněsprávního začleňování zahrnují období od roku 1850 do současnosti. V chronologickém přehledu je uvedena územně administrativní příslušnost obce v roce, kdy ke změně došlo:
- 1850 země česká, kraj Pardubice, politický i soudní okres Černý Kostelec[4]
- 1855 země česká, kraj Praha, soudní okres Černý Kostelec[4]
- 1868 země česká, politický okres Český Brod, soudní okres Černý Kostelec[4]
- 1939 země česká, Oberlandrat Kolín, politický okres Český Brod, soudní okres Kostelec nad Černými lesy[5]
- 1942 země česká, Oberlandrat Praha, politický okres Český Brod, soudní okres Kostelec nad Černými lesy[6]
- 1945 země česká, správní okres Český Brod, soudní okres Kostelec nad Černými lesy[7]
- 1949 Pražský kraj, okres Říčany[8]
- 1960 Středočeský kraj, okres Praha-východ[9]

### Rok 1932
Ve vsi Zvánovice (473 obyvatel) byly v roce 1932 evidovány tyto živnosti a obchody: cihelna, obchod s dřívím, 2 hostince, kapelník, kolář, 2 kováři, 3 krejčí, obchod s mlékem, 6 obuvníků, 6 obchodů s peřím, pila, 2 řezníci, 2 obchody se smíšeným zbožím, spořitelní a záložni spolek, stavitel, obchod se střižním zbožím, švadlena, trafika, 3 obchody s dřevěným uhlím.

## Pamětihodnosti
- Kaple svatého Jana Nepomuckého a krucifix na návsi

## Doprava
Do obce vede silnice III. třídy. Ve vzdálenosti 1,5 km se dojede na silnici II/113 Český Brod – Mukařov – Chocerady – Vlašim. Železniční trať ani stanice na území obce nejsou. Nejbližší zastávkou jsou Mnichovice ve vzdálenosti 6 km ležící na železniční trati Praha–Benešov.
Veřejná doprava 2025
V obci začíná svou trasu autobusová linka 385 v trase Zvánovice - Svojetice - Tehovec - Mukařov - Říčany,nádraží - Říčany,Kuří - Nupaky - Čestlice - Průhonice - Praha,Opatov. Dále do obce zajíždí linka 383 v trase Chocerady - Ondřejov,nám. - Zvánovice - Svojetice - Mukařov,odb.Tehovec - Říčany,Radošovice,Haškova - Říčany,průmyslový areál Černokostelecká - Praha,Uhříněves - Praha,Háje. Také obec projíždí linka 685 v trase Černé Voděrady - Zvánovice - Mnichovice - Strančice,žel.st.

## Fotogalerie

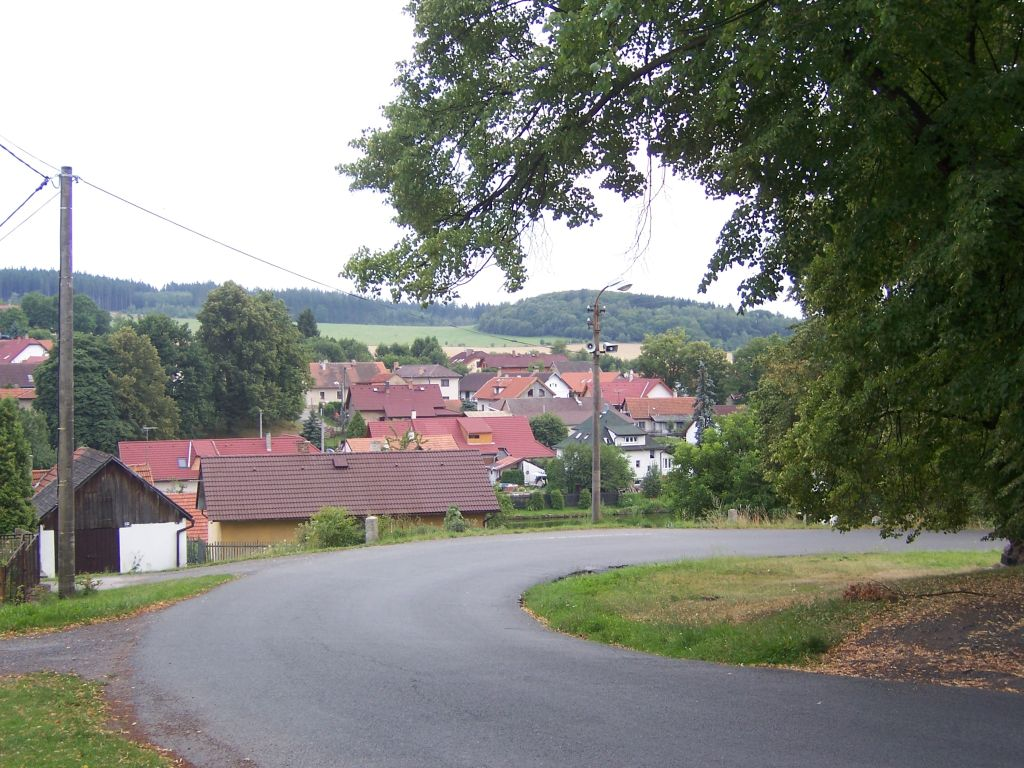
Střed obce
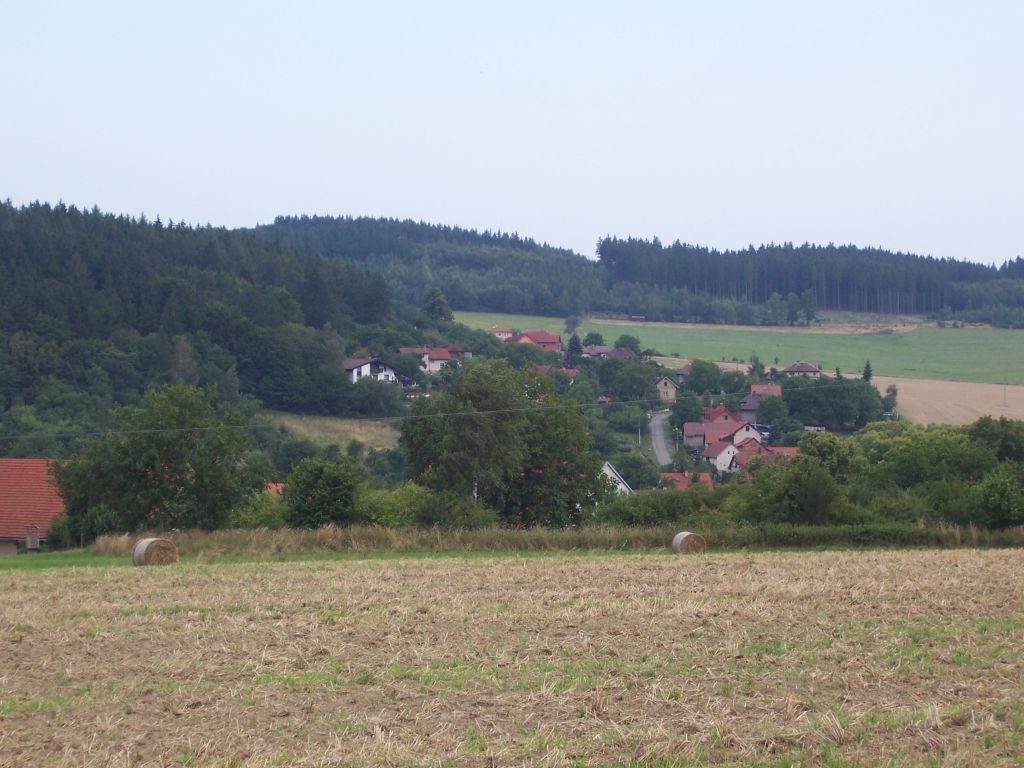
Pohled na Zvánovice od severu
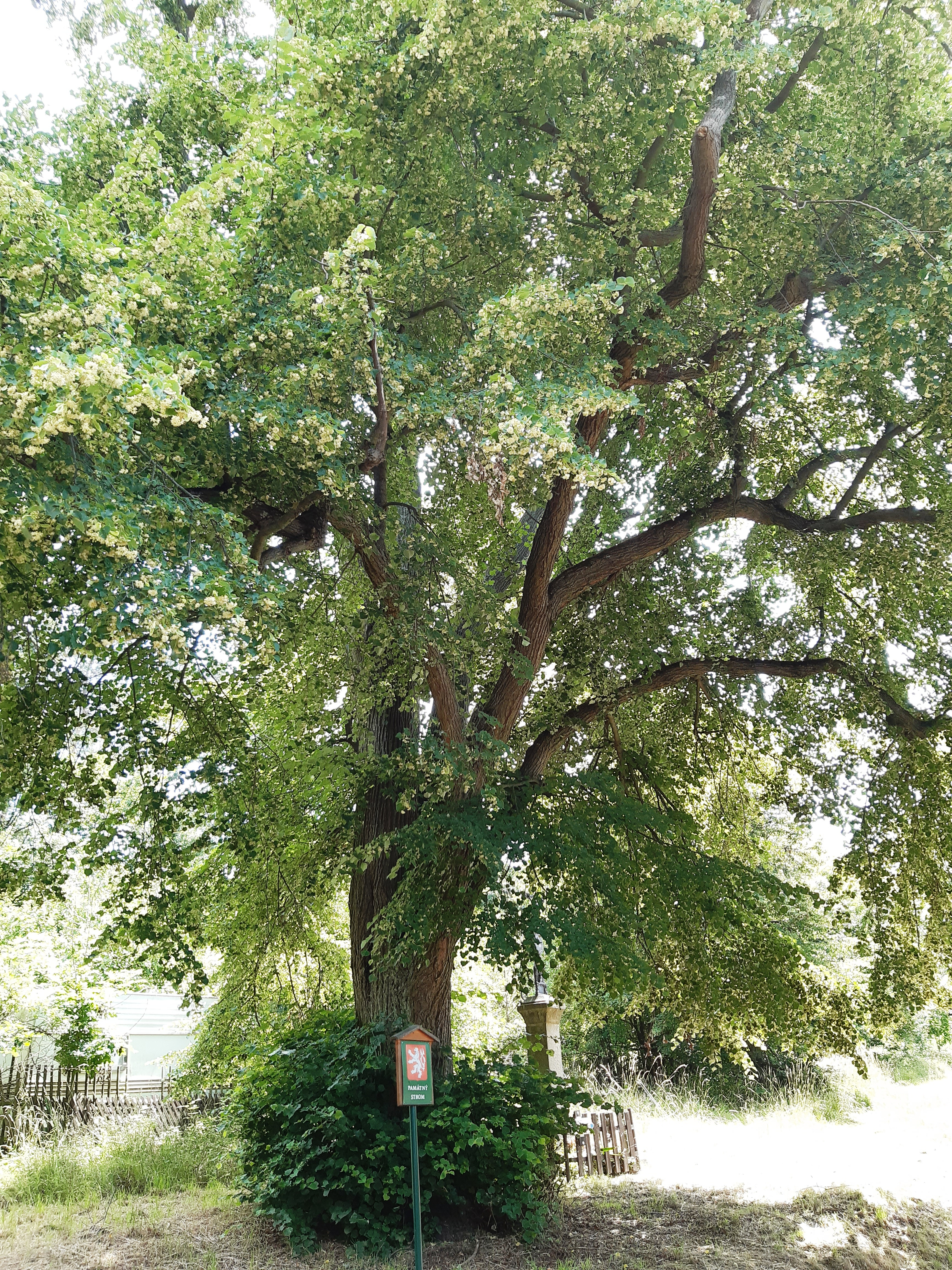
Lípa na Boučí
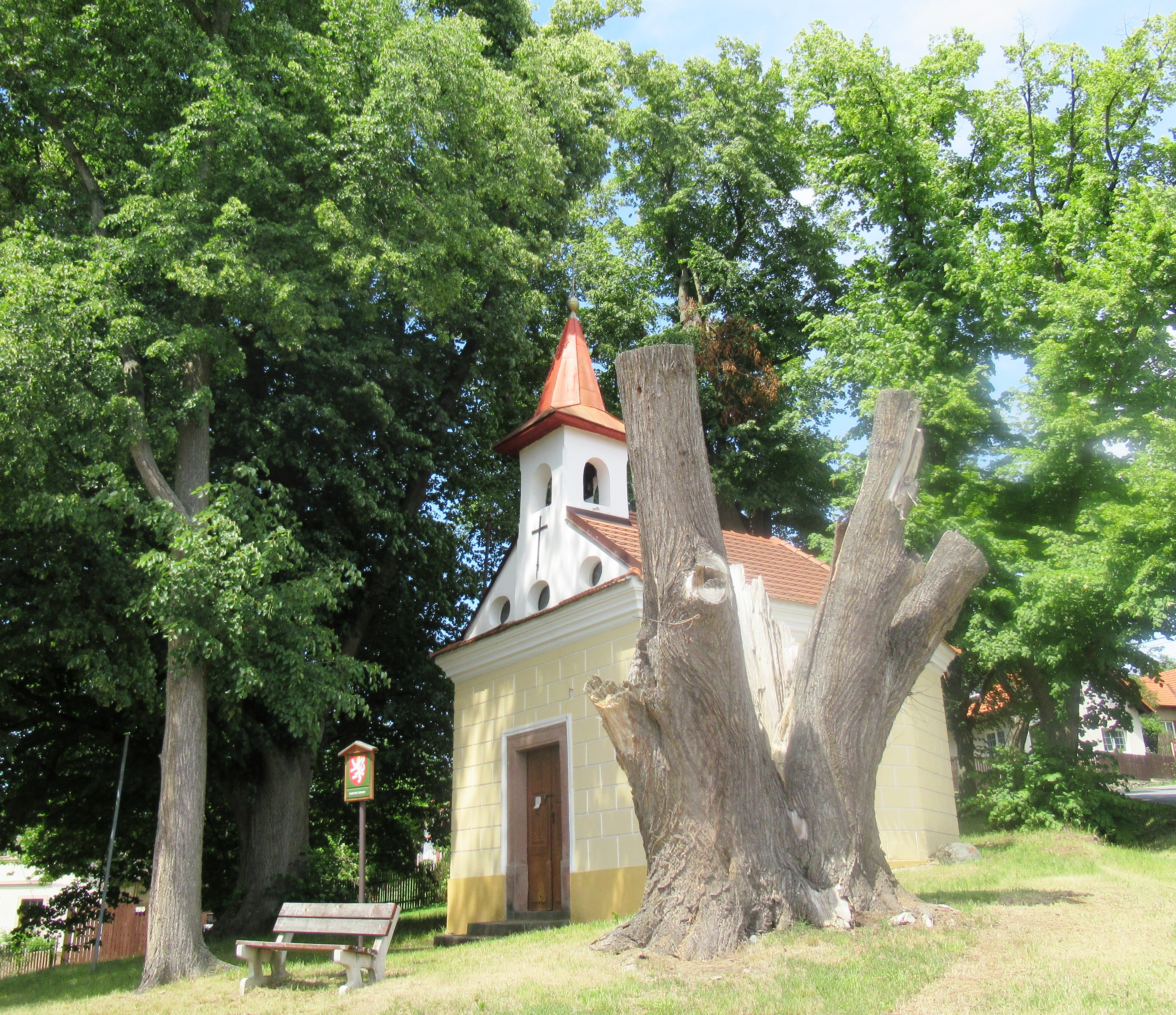
Lípy u kapličky
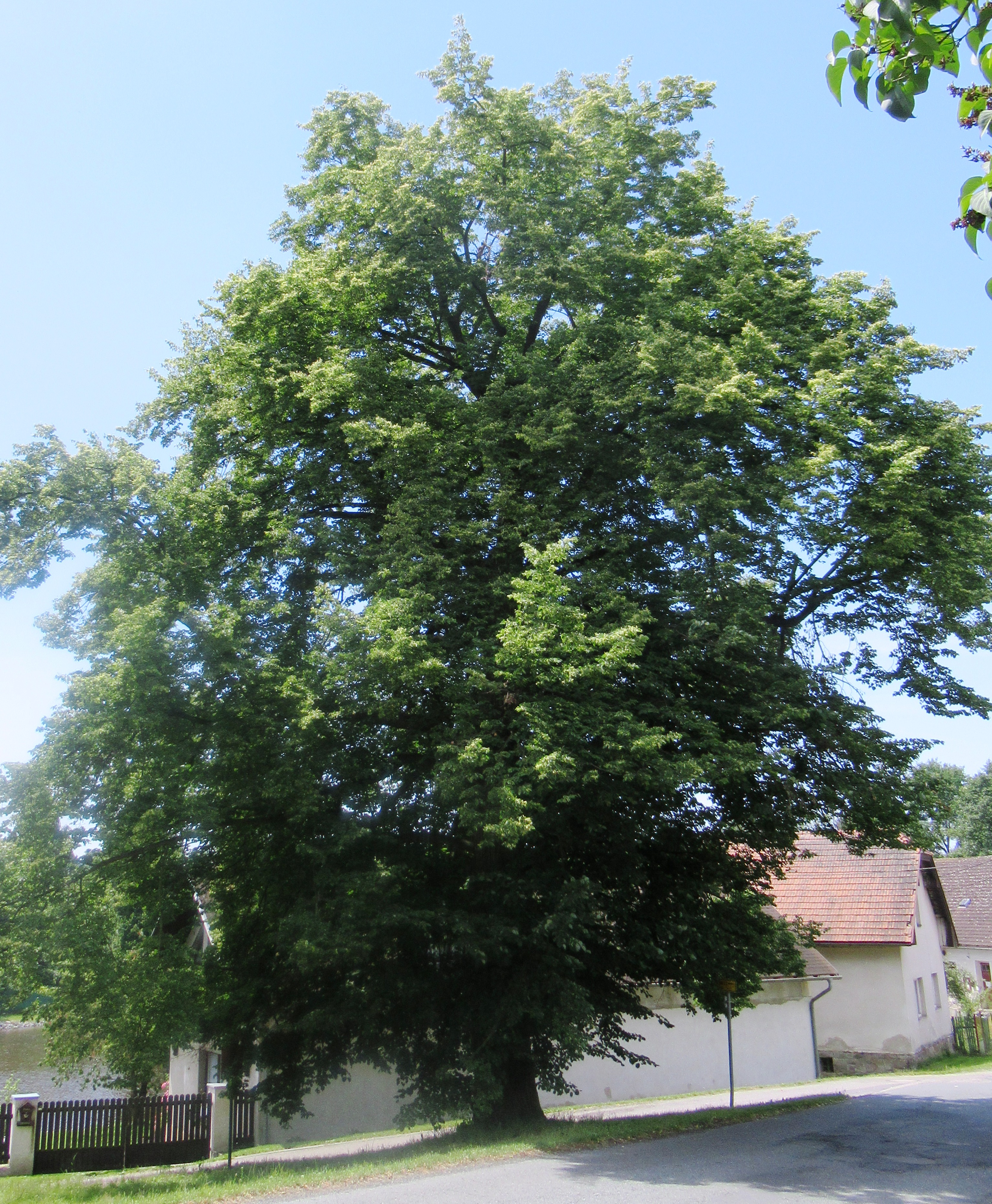
Zvánovická lípa
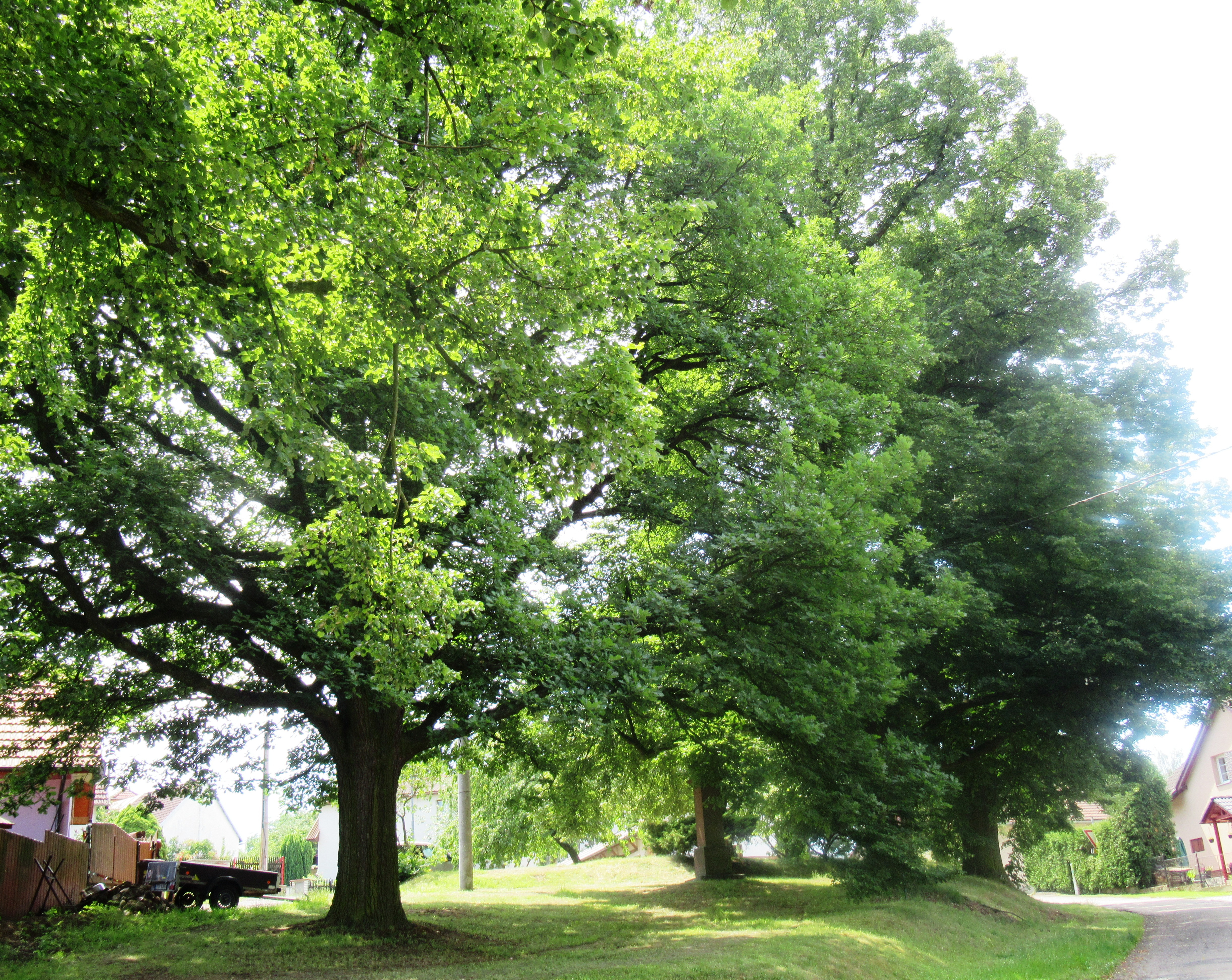
Žižkův dub a památné lípy